# Retegal
Retegal, acrònim de Redes de Telecomunicación Galegas S.A, és una empresa pública propietat de la Xunta de Galicia amb seu a Santiago de Compostela. En 2015 el seu director era Miguel Rodríguez Quelle.
L'empresa pública fou creada pel Decret 58/1997, de 20 de desembre. Retegal gestiona i explota les infraestructures de telecomunicacions de la Xunta de Galicia.
Retegal distribueix el senyal de la CRTVG a Galícia. Les seves infraestructures també son llogades per ser usades per altres operadors de telecomunicacions. Funciona amb tecnologia HP NNMI.
Retegal ten més de 140 centres de radiodifusió.